# Kt/V
Kt/V ist ein Parameter um die Dialyseeffektivität zu bestimmen und ein wesentlicher Bestandteil zur Beurteilung der Dialyseeffizienz. Ein weiterer Parameter zu dieser Beurteilung ist URR (Urea Reduction Ratio).
Der Wert kann durch die vereinfachte Formel
{\displaystyle {\frac {K\cdot t}{V}}}
ermittelt werden.
Dabei ist
- K Clearance, wird über den Harnstoffgehalt des Blutes vor und nach der Dialyse ermittelt.
- t effektive Dialysezeit in Minuten
- V 60 % der Körpermasse (Gewicht) in der das Blut zirkulieren kann (Körperwassergehalt)

Der Messwert wurde von Frank Gotch und John Sargent als ein Weg entwickelt, um die Dosis der Dialyse zu messen und die Effizienz zu bewerten. Als Mindestwert bei der Hämodialyse wird ein Kt/V von ≥ 1,3 angestrebt; in der Peritonealdialyse ist das Ziel ≥ 1,7 pro Woche.

## Herleitung desKt/Vals Parameter zur Messung der Dialyseeffektivität
K (Renale Clearance) multipliziert mit t (Dialysezeit) ergibt einen Rauminhalt (weil ml/min × min = ml, oder l/h × h = l), und man kann sich das Produkt (K × t) vorstellen als Milliliter oder Liter Flüssigkeit (in diesem Falle Blut), das während einer Behandlungseinheit von Harnstoff gereinigt wird. Das V im Nenner ist auch ein Rauminhalt, gemessen in Milliliter oder Liter. Damit ist der Bruch K × t / V dimensionslos (d. h. ohne physikalische Einheit). Dieser Bruch setzt das Volumen gereinigten Blutes ins Verhältnis zum Harnstoffverteilungsvolumen. Im Falle Kt/V = 1,0 wurde eine Menge Blut von Harnstoff gereinigt, die gleich dem Harnstoffverteilungsvolumen ist.
Die physikalische Beziehung zwischen Kt/V und der Harnstoffkonzentration C am Ende der Dialyse lässt sich wie folgt aus einer gewöhnlichen Differentialgleichung erster Ordnung herleiten. Diese modelliert die Clearance einer beliebigen Substanz aus dem Körper, sofern die Konzentration dieser Substanz im Körper über die Zeit exponentiell abnimmt (exponentieller Zerfall):
{\displaystyle V{\frac {dC}{dt}}=-K\cdot C.\qquad (1)}
Dabei ist
- C die Konzentration der Substanz, hier Harnstoff [mol/m³]
- t die Zeit [s]
- K die Clearance [m³/s]
- V das Verteilungsvolumen [m³]

Aus der obigen Gleichung folgt, dass {\displaystyle {\frac {dC}{dt}}} die erste Ableitung der Konzentration nach der Zeit ist, das heißt, die Veränderung der Harnstoffkonzentration im Laufe der Zeit. Diese Differentialgleichung ist separierbar und kann wie folgt integriert werden:
{\displaystyle \int {\frac {dC}{C}}=\int -{\frac {K}{V}}\,dt.\qquad (2a)}
Durch Integration erhält man die Gleichung
{\displaystyle \ln(C)=-{\frac {K\cdot t}{V}}+{\text{const}},\qquad (2b)}
wobei
- ln(C) den natürlichen Logarithmus von C
- const die Integrationskonstante

bezeichnet. Wendet man die natürliche Exponentialfunktion auf beide Seiten der Gleichung (2b) an, so erhält man:
{\displaystyle C=e^{-{\frac {K\cdot t}{V}}+{\text{const}}},\qquad (2c)}
wobei e die Eulersche Zahl
bezeichnet. Grundlegende Rechenregeln der Algebra erlauben es, diese Gleichung umzuschreiben als:
{\displaystyle C=C_{0}\cdot e^{-{\frac {K\cdot t}{V}}},\qquad (3)}
wobei C0 die Konzentration am Beginn der Dialyse (in [mmol/l] bzw. [mol/m³])
bezeichnet. Diese Gleichung lässt sich alternativ schreiben als
{\displaystyle {\frac {K\cdot t}{V}}=\ln {\frac {C_{0}}{C}}.\qquad (4)}
Mittels Anwendung der Rechenregeln für Logarithmen kann man die Formel (4) auch schreiben als
{\displaystyle {\frac {K\cdot t}{V}}=-\ln R,\qquad (4a)}
wobei {\displaystyle R={\frac {C}{C_{0}}}} ist.

## Beziehung zu Urea Reduction Ratio
Die Urea Reduction Ratio (URR) ist schlicht die verhältnismäßige Reduktion von Harnstoff während der Dialyse. Gemäß Definition gilt also URR = 1 -C/C0. Daraus ergibt sich 1-URR = C/C0. Durch algebraische Umformung, nämlich indem man in die obige Gleichung (4a) substituiert, erhält man folglich:
{\displaystyle {\frac {K\cdot t}{V}}=-\ln(1-URR).\qquad (5)}

## Berechnung nach der Formel von Daugirdas
Die Formel (4) vernachlässigt die beiden folgenden Tatsachen: Zum einen produziert der Körper neuen Harnstoff während der Dialyse, und zum anderen wird durch Ultrafiltration Harnstoff weggenommen (was zur Clearance K beiträgt, aber die Reduktion {\displaystyle R={\frac {C}{C_{0}}}} nicht beeinflusst). Daugirdas hat deshalb eine abgeänderte Formel zur Berechnung des Kt/V vorgeschlagen, um diesen Einflussfaktoren Rechnung zu tragen:
{\displaystyle {\frac {K\cdot t}{V}}=-\ln(R-0{,}008\cdot T)+(4-3{,}5\cdot R)\cdot {\frac {UF}{KG}}.\qquad (6)}
Dabei ist
- T die effektive Dialysedauer in h;
- R der postdialytische Harnstoffgehalt {\displaystyle C} geteilt durch den prädialytischen Harnstoffgehalt {\displaystyle C_{0}};
- KG das Trockengewicht (in kg), d. h. das Körpergewicht nach der Dialysebehandlung;
- UF das Ultrafiltrationsvolumen des gleichen Datums (in Liter); das Ultrafiltrationsvolumen (in Liter) berechnet sich als die Differenz zwischen Körpergewicht vor Dialyse und Körpergewicht nach der Dialysebehandlung (jeweils in kg).[3]

Nach den Richtlinien zur Sicherung der Qualität von Dialyse-Behandlungen wird das Kt/V nach der Formel (6) berechnet.

## Rebound nach der Dialyse
Das oben erläuterte physikalische Modell geht davon aus, dass der Harnstoff gleichmäßig in den gesamten Körper diffundiert, als ob der ganze Rauminhalt, in dem sich der Harnstoff verteilt, nur aus Flüssigkeit bestehen würde (Single-Pool-Modell). Ein genaueres Modell benutzt die Einteilung des menschlichen Körpers in mehrere Kompartimente, insbesondere dem Extrazellularraum, in welchem z. B. die Blutgefäße enthalten sind, und dem Intrazellularraum. Beobachtungen haben gezeigt, dass noch etwa 30 bis 60 Minuten nach Beendigung der Hämodialyse Harnstoff aus dem Intrazellularraum in den Blutkreislauf hinüberwandert. Weil dem Blutkreislauf kurzfristig mehr Harnstoff entzogen wurde als dem intrazellulären Raum, gleicht sich so die Harnstoffkonzentration wieder aus, so dass die Konzentration in beiden Kompartimenten schließlich wieder gleich groß ist – man spricht hier von Urea-Rebound. Es gibt andere Formeln zur Berechnung des kt/V, die auf dem Double-Pool-Modell basieren, welches die verschiedenen Kompartimente berücksichtigt.